# Dadinho
Dadinho é um doce feito a base de amendoim tradicionalmente paulista. Foi lançada, em 1954, pela empresa "Dizioli", que vendeu os direitos de fabricação para a empresa "Atual Comércio e Indústria Ltda". Passados alguns anos, foi comprado pela "Qualybom Indústria e Comércio Ltda", que na década de 80 do século XX revendeu comprou os direitos e a fórmula, atualmente é fabricado pela empresa "Bono Gusto" a pedido a detentora da marca, a empresa "Doce Sabor". 
A fórmula atual segue o padrão tradicional, tal como é destacado pela própria embalagem. É produzido em forma de cubo, mesmo formato dos clássicos dados de seis faces, daí seu nome. Sua embalagem é de papel metalizado.

## História
Lançado em 1954 para as comemorações dos 400 anos da cidade de São Paulo, a inscrição "IV° Centenário" na embalagem é uma referência ao 4º centenário da cidade e o nome original da guloseima. Com a popularização do produto, surgiu o apelido "Dadinho", devido ao seu formato, e, assim, a empresa Dizioli adotou o apelido como nome do produto.
O Dadinho foi uma das primeiras guloseimas nacionais a ser embalada com papel metalizado; e a marca foi patrocinadora do programa TV Fofão, de Orival Pessini. Em 2016, ganhou uma linha de produtos que inclui uma versão cremosa vendida em potes, biscoito wafer e bombom.